# Луїс Альберто Суарес
Луї́с Альбе́рто Суа́рес Ді́ас (ісп. Luis Alberto Suárez Díaz, нар. 24 січня 1987 року, Сальто, Уругвай) — уругвайський футболіст, центральний нападник клубу «Інтер» (Маямі).
Найкращий бомбардир в історії збірної Уругваю.

## Біографія
Суарес народився в місті Сальто, яке розташовується на самому кордоні з Аргентиною.

## Клубна кар'єра

### Початок
2003 року Луїса узяли в академію одного з двох найпопулярніших і найтитулованіших клубів країни — столичного «Насьйоналя», і вже через два роки Суарес став гравцем основного складу клубу. 2006 року він допоміг своїй команді вкотре завоювати чемпіонський титул. Тоді ж за 800 тисяч євро перебрався в нідерландський «Гронінген», де відразу ж заграв.

### «Аякс»
Успішна гра футболіста дозволила Гронінгену наприкінці першого ж сезону Суареса в клубі продати його «Аяксу» за 7,5 млн євро. В Амстердамі також дуже швидко завоював місце у складі, став одним із лідерів, із сезону 2009—10 отримав капітанську пов'язку. У тому сезоні у всіх турнірах він забив 49 м'ячів, у тому числі 35 у чемпіонаті і був визнаний Гравцем року в Нідерландах.

### «Ліверпуль»

#### Сезон 2010–11
У січні 2011 року Суаресом зацікавилися донецький «Шахтар» і російський «Зеніт» проте уругваєць відмовив цим командам, сказавши: «Я відмовлюся від пропозицій таких клубів, як „Шахтар“ або „Зеніт“. Я хочу вигравати трофеї, а не мішки з грошима».

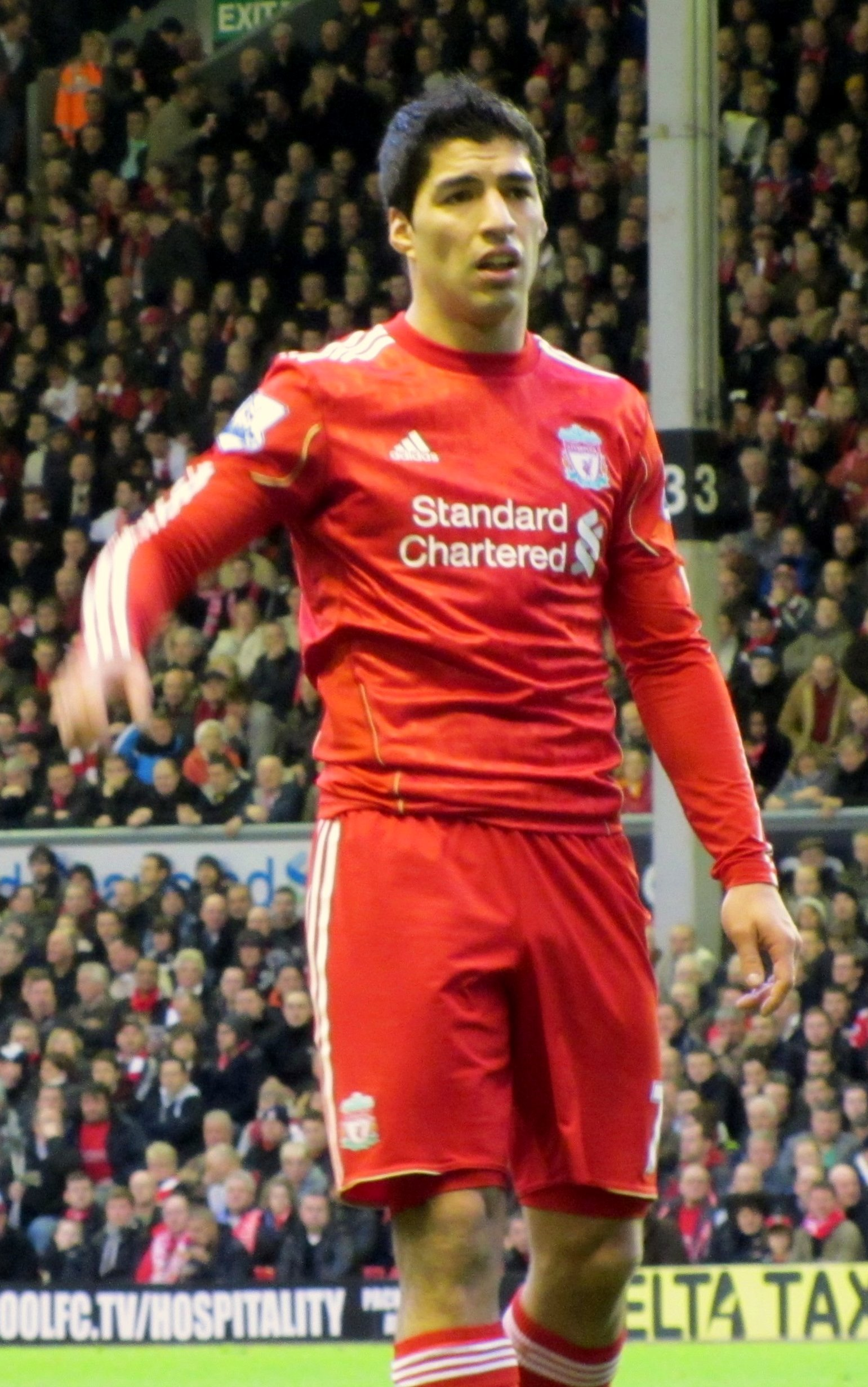
Суарес у складі «Ліверпуля»

28 січня 2011 було офіційно оголошено, що «Аякс» прийняв пропозицію «Ліверпуля» по Суаресу. Сума трансферу склала 26,5 мільйонів євро. 30 січня «Ліверпуль» підтвердив, що гравець успішно пройшов медогляд і погодив умови особистого контракту з клубом. Увечері 31 січня було офіційно оголошено про те, що Луїс підписав контракт з клубом. У «Ліверпулі» він отримав сьомий номер, який колись носив колишній головний тренер команди, Кенні Далгліш.
Перший гол у складі «Ліверпуля» уругваєць забив вже у своєму дебютному матчі проти команди «Сток Сіті» 2 лютого 2011. Він розпочав перший поєдинок за «червоних» з «Віганом» 12 лютого. Луїс не відзначився, однак по разу влучив у стійку та поперечку.

#### Сезон 2011–12
20 грудня 2011 року Футбольна асоціація дискваліфікувала Суареса на вісім матчів за расистські висловлювання у бік Патріса Евра у матчі «Ліверпуль» — «Манчестер Юнайтед», що відбувся 15 жовтня. На оскарження клуб та гравець мали термін два тижні, після чого дискваліфікація набрала чинності, оскільки клуб не подав апеляцію, хоча до цього адвокат футболіста повідомив що Суарес спробує оскаржити рішення Футбольної Асоціації. Крім тимчасової заборони на ігри Луїса було також оштрафовано на 40 тисяч фунтів стерлінгів.
6 лютого 2012 року Луїс вперше вийшов на поле після дискваліфікації в матчі проти «Тоттенхем Готспур», замінивши Дірка Кайта. 11 лютого «Ліверпуль» зіграв з «Манчестер Юнайтед» на «Олд Траффорд». Під час традиційних рукостискань Суарес не потиснув руку Евра, у відповідь на цю дію Ріо Фердінанд, чий брат Антон був жертвою расистського інциденту з капітаном «Челсі» Джоном Террі, відмовився потиснути руку Луїсу. Матч завершився поразкою мерсісайдського клубу з рахунком 2-1, Луїс відзначився наприкінці зустрічі. Після матчу Евра демонстраційно почав підбурювати вболівальників перед Суаресом, але уругваєць на цю дію француза не відреагував. 12 лютого футболіст вибачився за те, що не потиснув руку. 14 лютого стало відомо, що керівництво спонсорської компанії «Standard Chartered» зустрічались з представниками клубу, які потім повідомили, що Луїс вибачився не через втручання спонсора. Футбольна асоціація повідомила, що клуби покарані не будуть.
19 лютого в матчі п'ятого раунду Кубка Англії проти «Брайтон енд Гоув Альбіон» Луїс спочатку не реалізував пенальті, а потім відзначився з гри. «Ліверпуль» переміг з рахунком 6:1.
28 квітня у виїзному матчі проти «Норвіч Сіті» Суарес забив свій перший хет-трик за «Ліверпуль». 17 листопада у домашньому матчі з «Віган Атлетик» відзначився дублем.

#### Сезон 2012–13
7 серпня 2012 року Суарес підписав новий довгостроковий контракт з клубом. 29 вересня Луїс відзначився хет-триком у ворота «Норвіч Сіті».
2 березня 2013 у матчі з «Віганом» нападник відзначився другим хет-триком у сезоні, таким чином ставши третім гравцем «Ліверпуля», якому вдалося забити 20 голів у сезоні, після Роббі Фаулера та Фернандо Торреса. 21 квітня в матчі проти «Челсі», який закінчився з рахунком 2–2, уругваєць відзначився голом на останній хвилині доданого часу. Крім того, футболіст на 74-й хвилині укусив Бранислава Івановича, що залишилось непоміченим арбітром, але було зафіксовано камерами. Після матчу Суарес приніс вибачення Івановичу та клубу за неприпустиму поведінку. Він був звинувачений в агресивній поведінці ФА, та був оштрафований на неназвану суму своїм клубом. Незадоволення також було виявлено компанією «Adidas», з якою у футболіста укладений контракт. 24 квітня Асоціація оголосила про дискваліфікацію гравця на десять матчів, оскаржити рішення можна було до 26 квітня, але клуб цього не зробив.

#### Сезон 2013–14
Попри чутки про можливий перехід нападника з клубу під час літнього трансферного вікна, Суарес все ж залишився в клубі.
25 вересня Луїс повернувся до основного складу після дискваліфікації, вийшовши на гру третього раунду Кубка ліги проти «Манчестер Юнайтед», однак це не допомогло команді здобути перемогу: мерсисайдці мінімально поступились, пропустивши «МЮ» до наступної стадії турніру.
29 вересня нападник зіграв першу гру сезону проти «Сандерленда», де відзначився дублем, допомігши команді здобути перемогу з рахунком 3–1. 5 жовтня Суарес повернувся на «Енфілд», де зіграв поєдинок проти «Крістал Пелес», нападник забив перший м'яч, а гра закінчилась перемогою господарів з рахунком 3–1. 26 жовтня Суарес у домашньому матчі проти «Вест-Бромвіч Альбіон» оформив свій четвертий хет-трик у Прем'єр-лізі.
4 грудня у грі проти «Норвіч Сіті» на «Енфілді» Луїс забив чотири голи, допомігши команді перемогти з рахунком 5–1. Це дозволило йому стати першим гравцем Прем'єр-ліги, якому вдалося забити три хет-трики одній команді; всього ж у п'яти матчах проти «Норвіча» уругваєць відзначився 11 разів.

### «Барселона»

#### Сезон 2014–15
11 липня 2014 року «Барселона» оголосила, що погодила з футболістом п'ятирічний контракт, за що англійському клубу каталонці заплатили суму близько 75 млн фунтів стерлінгів (94 млн євро).
25 жовтня Суарес дебютував у «Барсі» з поразки в Ель Класіко (3:1), однак Луїс у своєму першому матчі за каталонців на четвертій хвилині відзначився результативною передачею на Неймара.
25 листопада вперше відзначився за «Барселону», у матчі 5 туру групового етапу Ліги Чемпіонів на 27 хвилині проти «АПОЕЛу».
20 грудня Суарес забив дебютний гол за «Барселону» в чемпіонаті Іспанії у ворота «Кордови». Матч завершевся перемогою «Барселони» з рахунком 5:0.

#### Сезон 2015–16
3 лютого 2016 року Суарес відзначився покером в півфінальному матчі Кубка Іспанії, в якому «Барселона» перемогла «Валенсію» з рахунком 7-0.
20 квітня 2016 року Луїс Суарес забив 4 м'ячі у ворота Депортиво з Ла-Коруньї, оформивши перший покер в чемпіонаті Іспанії. Подія відбулася в 34-тому турі змагань, а його команда перемогла 8-0.
24 квітня 2016 року відзначився чотирма забитими голами в матчі чемпіонату Іспанії проти Спортинга з Хіхона."Барселона" здобула перемогу з рахунком 6-0. В цьому матчі уругвайцю підкорилося декілька досягнень. Він забив 50-ий гол за свою команду в турнірі, а також став першим в історії гравцем Прімери, якому вдавалося відзначитись двома покерами поспіль.
14 травня 2016 року завдяки хет-трику Суареса в матчі проти «Гранади» каталонська «Барселона» здобула титул чемпіона Іспанії, а сам футболіст став найкращим голеадором року, відзначившись 40 раз у ворота суперника.

#### Сезон 2017–18
21 січня 2018 року Луїс Суарес у матчі проти Севільї (рахунок 5-0) відзначився двома голами. Для Суареса другий гол в матчі став 100-м у футболці Барселони в рамках чемпіонату Іспанії. Для цього йому знадобилося провести всього 114 матчів в синьо-гранатових футболці. Суарес побив рекорд Самюеля Ето'о, який сотий гол забив у 130-му матчі.

#### Сезон 2018–19
28 жовтня 2018 року Суарес відзначився хет-триком у воротах мадридського «Реала» у домашньому матчі 10 туру чемпіонату Іспанії, в якому Барселона перемогла з рахунком 5-1.
27 лютого 2019 року завдяки двом голам Луїса Суареса «Барселона» перемогла «Реал» на Сантьяго Бернабеу в рамках кубка Іспанії з рахунком 3-0, та за підсумками двох матчів вшосте поспіль вийшла у фінал турніру.

## Кар'єра у збірній
У складі збірної Уругваю дебютував у лютому 2007 року в товариському матчі з Колумбією, в якому був видалений за дві жовті картки. Пропустивши Кубок Америки 2007, Суарес, тим не менше, швидко став основним гравцем, а у відбірковому турнірі до чемпіонату світу 2010 був поряд з Дієго Форланом лідером і головним бомбардиром команди, забивши 5 голів в 19 відбіркових матчах.
У фінальній частині чемпіонату світу 2010 був одним з головних героїв збірної, яка досягла стадії півфіналів, — спочатку став автором єдиного голу в останній грі групового етапу проти збірної Мексики, забезпечивши своїй команді перемогу і вихід до стадії плей-оф з першого місця у групі, а в грі 1/8 фіналу забив дубль у ворота збірної Південної Кореї, визначивши перемогу південноамериканців з рахунком 2:1. Проте найбільш важливими і контроверсійними виявилися дії нападника не біля чужих, а біля власних воріт — у чвертьфінальній грі зі збірною Гани. Основний час зустрічі завершився унічию з рахунком 1:1, до останньої хвилини додаткового часу жодна з команд не могла забити вирішальний гол, а на останній хвилині на ворота Уругваю було призначено штрафний удар. Під час його розіграшу Суарес змістився на лінію власних воріт і заблокував удар Стівена Аппіа, а після добивання від Домініка Адії відбив і цей удар, проте піднятою рукою. За цей фол останньої надії гравця було видалено, а у ворота його команди був призначений пенальті. Як виявилося, вчинок Суареса забезпечив його команді вихід до наступного раунду — пенальті, призначений за його порушення, реалізований не був, Асамоа Г'ян влучив у штангу, а в серії післяматчевих пенальті вправнішими були уругвайці. Через дискваліфікацію пропустив півфінальну гру, в якій уругвайці поступилися Нідерландам 2:3. Відбувши дискваліфікацію, був учасником гри за третє місце проти Німеччини, в якій його команда, утім, програла з аналогічним рахунком.
На наступному чемпіонаті світу 2014 року знову був найбільш помітною фігурою у складі збірної Уругваю. Пропустивши першу гру групового етапу, в якій уругвайці неочікувано поступилися 1:3 збірній Коста-Рики, у другій грі проти збірної Англії Суарес вийшов у стартовому складі і забезпечив своїй команді перемогу з рахунком 2:1, забивши обидва голи у ворота британців. Доля виходу до стадії плей-оф вирішувалася в останньому турі групового етапу в очному протистоянні збірних Уругваю і Італії. Гра закінчилася мінімальною перемогою уругвайців 1:0. Автором переможного голу став капітан південноамериканців Дієго Годін, натомість Суарес відзначився скандальним інцидентом — на 79-й хвилині гри під час боротьби за позицію вкусив захисника італійців Джорджо К'єлліні за плече, після чого впав і імітував ушкодження обличчя. Епізод залишився поза увагою арбітра гри Марко Антоніо Родрігеса з Мексики, однак за два дні, 26 червня, Дисциплінарний комітет ФІФА розглянув його і визнав Суареса винним у неспортивній поведінці. Враховуючи, що це був третій відомий випадок, коли уругвайський нападник кусав супротивника під час матчу, покарання було найсуворішим в історії чемпіонатів світу — дискваліфікація на дев'ять матчів збірної, грошовий штраф, а також чьотирьохмісячна заборона не лише брати участь у будь-яких футбольних матчах, але навіть відвідувати їх. Відповідно Суарес не міг дпопомогти своїй команді у матчі 1/8 фіналу проти колумбійців, який вона програла з рахунком 0:2 і яким завершила свої виступи на тогорічному мундіалі.
2 червня 2018 року був включений до заявки збірної Уругваю для участі у своїй третій світовій першості — чемпіонаті світу 2018 року в Росії.
Попри регулярне перебування збірної Уругваю серед лідерів південноамериканського і світового футболу найкращим бомбардирським досягненням в її історії довгий час залишався 31 гол, забитий Ектором Скароне у період з 1917 по 1930 рік. З початком 2010-х відразу троє уругвайських форвардів розпочали боротьбу за перевершення цього досягнення. Першим, кому це вдалося, став Дієго Форлан у 2011, у 2013 році це вдалося Соаресу, а у 2016 — Едінсону Кавані. Із завершення кар'єри Форлана у збірній у 2014 році боротьба за звання найкращого бомбардира в історії збірної Уругваю продовжилася між двома останніми футболістами, при цьому вправнішим з двох основних нападників команди другої половини 2010-х виявився саме Суарес — гол у ворота збірної Чехії у товариській грі 23 березня 2018 року став для нього 50-м у формі збірної, а забитий у тому ж матчі гол Кавані довів лік м'ячам останнього лише до 42.

## Ігрові дані
Технічний виконавець, з хорошою швидкістю. Завжди націлений на ворота, добре діє не тільки на вістрі, а й у підіграванні, є чудовим плеймейкером.

## Статистика

### Статистика за клуб
Дані актуальні станом на 5 травня 2024 року
| Клуб              | Сезон             | Чемпіонат | Чемпіонат | Чемпіонат | Кубок країни | Кубок країни | Кубок країни | Континентальні турніри | Континентальні турніри | Континентальні турніри | Інші турніри  | Інші турніри | Інші турніри | Інші турніри | Всього | Всього | Всього |
| Клуб              | Сезон             | Ігри      | Голи      | Паси      | Ігри         | Голи         | Паси         | Ігри                   | Голи                   | Паси                   | Турнір        | Ігри         | Голи         | Паси         | Ігри   | Голи   | Паси   |
| ----------------- | ----------------- | --------- | --------- | --------- | ------------ | ------------ | ------------ | ---------------------- | ---------------------- | ---------------------- | ------------- | ------------ | ------------ | ------------ | ------ | ------ | ------ |
| Насьйональ        | 2004–05           |           |           |           |              |              |              | 1                      | 0                      | 0                      | —             | —            | —            | —            | 1      | 0      | 0      |
| Насьйональ        | 2005–06           | 27        | 10        | 4         |              |              |              | 3                      | 0                      | 0                      | ЛУ            | 4            | 2            | 0            | 34     | 12     | 4      |
| Гронінген         | 2006–07           | 33        | 13        | 7         | 2            | 1            | 0            | 2                      | 1                      | 0                      | —             | —            | —            | —            | 37     | 15     | 7      |
| Гронінген         | Всього            | 33        | 13        | 7         | 2            | 1            | 0            | 2                      | 1                      | 0                      | —             | —            | —            | —            | 37     | 15     | 7      |
| Аякс              | 2007–08           | 37        | 19        | 14        | 3            | 2            | 0            | 4                      | 1                      | 0                      | —             | —            | —            | —            | 44     | 22     | 14     |
| Аякс              | 2008–09           | 31        | 22        | 15        | 2            | 1            | 1            | 10                     | 5                      | 3                      | —             | —            | —            | —            | 43     | 28     | 19     |
| Аякс              | 2009–10           | 33        | 35        | 17        | 6            | 8            | 3            | 9                      | 6                      | 4                      | —             | —            | —            | —            | 48     | 49     | 24     |
| Аякс              | 2010–11           | 13        | 7         | 7         | 1            | 1            | 0            | 9                      | 4                      | 4                      | СН            | 1            | 0            | 0            | 24     | 12     | 11     |
| Аякс              | Всього            | 114       | 83        | 53        | 12           | 12           | 4            | 32                     | 16                     | 11                     |               | 1            | 0            | 0            | 159    | 111    | 68     |
| Ліверпуль         | 2010–11           | 13        | 4         | 5         | —            | —            | —            | —                      | —                      | —                      | —             | —            | —            | —            | 13     | 4      | 5      |
| Ліверпуль         | 2011–12           | 31        | 11        | 6         | 4            | 3            | ?            | —                      | —                      | —                      | КЛ            | 4            | 3            | ?            | 39     | 17     | 9      |
| Ліверпуль         | 2012–13           | 33        | 23        | 11        | 2            | 2            | 0            | 8                      | 4                      | 2                      | КЛ            | 1            | 1            | 0            | 44     | 30     | 13     |
| Ліверпуль         | 2013–14           | 33        | 31        | 12        | 3            | 0            | ?            | —                      | —                      | —                      | КЛ            | 1            | 0            | ?            | 39     | 31     | 14     |
| Ліверпуль         | Всього            | 110       | 69        | 34        | 9            | 5            | ?            | 8                      | 4                      | 2                      |               | 6            | 4            | ?            | 133    | 82     | 41     |
| Барселона         | 2014–15           | 27        | 16        | 14        | 6            | 2            | 4            | 10                     | 7                      | 3                      | —             | —            | —            | —            | 43     | 25     | 21     |
| Барселона         | 2015–16           | 35        | 40        | 17        | 4            | 5            | 1            | 9                      | 8                      | 3                      | СУ + СІ + КЧС | 5            | 6            | 0            | 53     | 59     | 21     |
| Барселона         | 2016–17           | 35        | 29        | 12        | 6            | 4            | 1            | 9                      | 3                      | 2                      | СІ            | 1            | 1            | 0            | 51     | 37     | 15     |
| Барселона         | 2017–18           | 33        | 25        | 12        | 6            | 5            | 2            | 10                     | 1                      | 3                      | СІ            | 2            | 0            | 0            | 51     | 31     | 17     |
| Барселона         | 2018–19           | 33        | 21        | 6         | 5            | 3            | 1            | 10                     | 1                      | 3                      | СІ            | 1            | 0            | 0            | 49     | 25     | 10     |
| Барселона         | 2019–20           | 28        | 16        | 8         | 0            | 0            | 0            | 7                      | 5                      | 3                      | СІ            | 1            | 0            | 1            | 36     | 21     | 12     |
| Барселона         | Всього            | 191       | 147       | 69        | 27           | 19           | 9            | 55                     | 25                     | 17                     |               | 10           | 7            | 1            | 283    | 198    | 97     |
| Атлетіко          | 2020–21           | 32        | 21        | 3         | —            | —            | —            | 6                      | 0                      | 0                      | —             | —            | —            | —            | 38     | 21     | 3      |
| Атлетіко          | 2021–22           | 35        | 11        | 3         | 3            | 1            | 0            | 7                      | 1                      | 0                      | —             | —            | —            | —            | 45     | 13     | 3      |
| Атлетіко          | Всього            | 67        | 32        | 6         | 3            | 1            | 0            | 13                     | 1                      | 0                      | —             | —            | —            | —            | 83     | 34     | 6      |
| Насьйональ        | 2022              | 14        | 8         | 3         | —            | —            | —            | 2                      | 0                      | 0                      | —             | —            | —            | —            | 16     | 8      | 3      |
| Насьйональ        | Всього            | 41        | 18        | 7         | —            | —            | —            | 6                      | 0                      | 0                      |               | 4            | 2            | 0            | 51     | 20     | 7      |
| Греміо            | 2023              | 33        | 17        | 12        | 8            | 2            | 3            | —                      | —                      | —                      | ЛГ + СГ       | 13           | 10           | 3            | 54     | 29     | 18     |
| Греміо            | Всього            | 33        | 17        | 12        | 8            | 2            | 3            | —                      | —                      | —                      |               | 13           | 10           | 3            | 54     | 29     | 18     |
| Інтер (Маямі)     | 2024              | 11        | 10        | 5         |              |              |              | 4                      | 2                      | 2                      |               |              |              |              | 15     | 12     | 7      |
| Інтер (Маямі)     | Всього            | 11        | 10        | 5         |              |              |              | 4                      | 2                      | 2                      |               |              |              |              | 15     | 12     | 7      |
| Всього за кар'єру | Всього за кар'єру | 600       | 389       | 193       | 61           | 40           | 16?          | 120                    | 49                     | 32                     |               | 34           | 23           | 4?           | 815    | 501    | 251    |

### Статистика за національну збірну
Дані актуальні станом на 19 листопада 2019 року
| Збірна | Рік               | Товариські матчі | Товариські матчі | Товариські матчі | Копа Америка (1) | Копа Америка (1) | Копа Америка (1) | Чемпіонат світу (2) | Чемпіонат світу (2) | Чемпіонат світу (2) | Разом | Разом | Разом | Середня результативність |
| Збірна | Рік               | Ігри             | Голи             | Паси             | Ігри             | Голи             | Паси             | Ігри                | Голи                | Паси                | Ігри  | Голи  | Паси  | Середня результативність |
| --- | ----------------- | ---------------- | ---------------- | ---------------- | ---------------- | ---------------- | ---------------- | ------------------- | ------------------- | ------------------- | ----- | ----- | ----- | ------------------------ |
| Уругвай U-20 | 2007              | -                | -                | -                | -                | -                | -                | 4                   | 2                   | 1                   | 4     | 2     | 1     | 0.5                      |
| Уругвай U-20 | Всього            | —                | —                | —                | —                | —                | —                | 4                   | 2                   | 1                   | 4     | 2     | 1     | 0.5                      |
| Уругвай U-23 | 2012              | 3                | 3                | 1                | -                | -                | -                | 3                   | 0                   | 1                   | 6     | 3     | 2     | 0.5                      |
| Уругвай U-23 | Всього            | 3                | 3                | 1                | 0                | 0                | 0                | 3                   | 0                   | 1                   | 6     | 3     | 2     | 0.5                      |
| Уругвай | 2007              | 2                | 0                | 0                | 4                | 2                | 1                | -                   | -                   | -                   | 6     | 2     | 1     | 0.33                     |
| Уругвай | 2008              | 5                | 4                | 1                | 5                | 0                | 1                | -                   | -                   | -                   | 10    | 4     | 2     | 0.4                      |
| Уругвай | 2009              | 2                | 0                | 1                | 10               | 3                | 2                | -                   | -                   | -                   | 12    | 3     | 3     | 0.25                     |
| Уругвай | 2010              | 5                | 4                | 2                | -                | -                | -                | 6                   | 3                   | 3                   | 11    | 7     | 5     | 0.64                     |
| Уругвай | 2011              | 4                | 1                | 2                | 9                | 9                | 3                | -                   | -                   | -                   | 13    | 10    | 5     | 0.77                     |
| Уругвай | 2012              | 3                | 2                | 1                | 5                | 2                | 1                | -                   | -                   | -                   | 8     | 4     | 2     | 0.5                      |
| Уругвай | 2013              | 3                | 2                | 1                | 8                | 4                | 1                | 5                   | 3                   | 0                   | 16    | 9     | 2     | 0.56                     |
| Уругвай | 2014              | 4                | 3                | 0                | -                | -                | -                | 2                   | 2                   | 0                   | 6     | 5     | 0     | 0.83                     |
| Уругвай | 2015              | -                | -                | -                | -                | -                | -                | -                   | -                   | -                   | 0     | 0     | 0     | 0                        |
| Уругвай | 2016              | 0                | 0                | 0                | 8                | 3                | 6                | -                   | -                   | -                   | 8     | 3     | 6     | 0.5                      |
| Уругвай | 2017              | 0                | 0                | 0                | 5                | 2                | 1                | -                   | -                   | -                   | 5     | 2     | 1     | 0.4                      |
| Уругвай | 2018              | 6                | 4                | 2                | -                | -                | -                | 5                   | 2                   | 1                   | 11    | 6     | 3     | 0.55                     |
| Уругвай | 2019              | 3                | 2                | 2                | 4                | 2                | 1                | -                   | -                   | -                   | 7     | 4     | 3     | 0.57                     |
| Уругвай | Всього            | 38               | 24               | 12               | 55               | 26               | 17               | 18                  | 10                  | 4                   | 113   | 59    | 33    | 0.52                     |
| Всього за кар'єру | Всього за кар'єру | 41               | 26               | 13               | 55               | 26               | 17               | 25                  | 12                  | 6                   | 123   | 64    | 38    | 0.52                     |
| (1) Включає кваліфікаційний раунд чемпіонату світу (Пд. Америка) та Копа Америка (2) Включає Олімпійські ігри, кубок конфедерацій та чемпіонати світу. |                   |                  |                  |                  |                  |                  |                  |                     |                     |                     |       |       |       |                          |

### Матчі за збірну
Дані актуальні станом на 8 червня 2018
| Дата       | Місто                       | Господарі         | Результат             | Гості          | Турнір                          | Голи | Примітки   |
| ---------- | --------------------------- | ----------------- | --------------------- | -------------- | ------------------------------- | ---- | ---------- |
| 7-2-2007   | Кукута                      | Колумбія          | 1 – 3                 | Уругвай        | товариський матч                | -    | 28', 84'   |
| 12-9-2007  | Йоганнесбург                | ПАР               | 0 – 0                 | Уругвай        | товариський матч                | -    |            |
| 13-10-2007 | Монтевідео                  | Уругвай           | 5 – 0                 | Болівія        | Відбір до ЧС 2010               | 1    | 64'        |
| 17-10-2007 | Асунсьйон                   | Парагвай          | 1 – 0                 | Уругвай        | Відбір до ЧС 2010               | -    | 62'        |
| 18-11-2007 | Монтевідео                  | Уругвай           | 2 – 2                 | Чилі           | Відбір до ЧС 2010               | 1    |            |
| 21-11-2007 | Сан-Паулу                   | Бразилія          | 2 – 1                 | Уругвай        | Відбір до ЧС 2010               | -    | 23' — 70'  |
| 6-2-2008   | Монтевідео                  | Уругвай           | 2 – 2                 | Колумбія       | товариський матч                | 1    |            |
| 25-5-2008  | Бохум                       | Туреччина         | 2 – 3                 | Уругвай        | товариський матч                | 2    |            |
| 28-5-2008  | Осло                        | Норвегія          | 2 – 2                 | Уругвай        | товариський матч                | 1    |            |
| 14-6-2008  | Монтевідео                  | Уругвай           | 1 – 1                 | Венесуела      | Відбір до ЧС 2010               | -    | 64'        |
| 17-6-2008  | Монтевідео                  | Уругвай           | 6 – 0                 | Перу           | Відбір до ЧС 2010               | -    | 72'        |
| 20-8-2008  | Саппоро                     | Японія            | 1 – 3                 | Уругвай        | Kirin Cup                       | -    | 83'        |
| 6-9-2008   | Богота                      | Колумбія          | 0 – 1                 | Уругвай        | Відбір до ЧС 2010               | -    | 68'        |
| 10-9-2008  | Монтевідео                  | Уругвай           | 0 – 0                 | Еквадор        | Відбір до ЧС 2010               | -    | 60'        |
| 11-10-2008 | Буенос-Айрес                | Аргентина         | 2 – 1                 | Уругвай        | Відбір до ЧС 2010               | -    | 50'        |
| 19-11-2008 | Сен-Дені                    | Франція           | 0 – 0                 | Уругвай        | товариський матч                | -    | 69'        |
| 11-2-2009  | Триполі                     | Лівія             | 2 – 3                 | Уругвай        | товариський матч                | -    | 34'        |
| 28-3-2009  | Монтевідео                  | Уругвай           | 2 – 0                 | Парагвай       | Відбір до ЧС 2010               | -    |            |
| 1-4-2009   | Сантьяго                    | Чилі              | 0 – 0                 | Уругвай        | Відбір до ЧС 2010               | -    |            |
| 6-6-2009   | Монтевідео                  | Уругвай           | 0 – 4                 | Бразилія       | Відбір до ЧС 2010               | -    | 74'        |
| 10-6-2009  | Пуерто-Ордас                | Венесуела         | 2 – 2                 | Уругвай        | Відбір до ЧС 2010               | 1    | 65'        |
| 12-8-2009  | Алжир (місто)               | Алжир             | 1 – 0                 | Уругвай        | товариський матч                | -    | 82'        |
| 5-9-2009   | Ліма                        | Перу              | 1 – 0                 | Уругвай        | Відбір до ЧС 2010               | -    |            |
| 9-9-2009   | Монтевідео                  | Уругвай           | 3 – 1                 | Колумбія       | Відбір до ЧС 2010               | 1    | 90+1'      |
| 10-10-2009 | Кіто                        | Еквадор           | 1 – 2                 | Уругвай        | Відбір до ЧС 2010               | 1    | 85'        |
| 14-10-2009 | Монтевідео                  | Уругвай           | 0 – 1                 | Аргентина      | Відбір до ЧС 2010               | -    | 77'        |
| 14-11-2009 | Сан-Хосе                    | Коста-Рика        | 0 – 1                 | Уругвай        | Відбір до ЧС 2010               | -    | 79' 81'    |
| 18-11-2009 | Монтевідео                  | Уругвай           | 1 – 1                 | Коста-Рика     | Відбір до ЧС 2010               | -    | 65'        |
| 3-3-2010   | Санкт-Галлен                | Швейцарія         | 1 – 3                 | Уругвай        | товариський матч                | 1    | 63'        |
| 26-5-2010  | Монтевідео                  | Уругвай           | 4 – 1                 | Ізраїль        | товариський матч                | -    | 62'        |
| 11-6-2010  | Кейптаун                    | Уругвай           | 0 – 0                 | Франція        | ЧС 2010 - 1-й етап              | -    | 74'        |
| 16-6-2010  | Преторія                    | ПАР               | 0 – 3                 | Уругвай        | ЧС 2010 - 1-й етап              | -    |            |
| 22-6-2010  | Рустенбург                  | Мексика           | 0 – 1                 | Уругвай        | ЧС 2010 - 1-й етап              | 1    | 85'        |
| 26-6-2010  | Порт-Елізабет               | Уругвай           | 2 – 1                 | Південна Корея | ЧС 2010 - 1/8 фіналу            | 2    | 84'        |
| 2-7-2010   | Йоганнесбург                | Уругвай           | 1 – 1 д.ч. (4-2 п.п.) | Гана           | ЧС 2010 - чвертьфінал           | -    | 121'       |
| 10-7-2010  | Порт-Елізабет               | Уругвай           | 2 – 3                 | Німеччина      | ЧС 2010 - матч за 3-тє місце    | -    | 4-те місце |
| 8-10-2010  | Джакарта                    | Індонезія         | 1 – 7                 | Уругвай        | товариський матч                | 3    |            |
| 12-10-2010 | Ухань                       | КНР               | 0 – 4                 | Уругвай        | товариський матч                | -    | 90'        |
| 17-11-2010 | Сантьяго                    | Чилі              | 2 – 0                 | Уругвай        | товариський матч                | -    | 46'        |
| 29-5-2011  | Зінсгайм                    | Німеччина         | 2 – 1                 | Уругвай        | товариський матч                | -    |            |
| 8-6-2011   | Монтевідео                  | Уругвай           | 1 – 1 (4-3 п.п.)      | Нідерланди     | товариський матч                | 1    | 88'        |
| 23-6-2011  | Ривера                      | Уругвай           | 3 – 0                 | Естонія        | товариський матч                | -    | 72'        |
| 4-7-2011   | Сан-Хуан                    | Уругвай           | 1 – 1                 | Перу           | Копа Америка 2011 - 1-й етап    | 1    |            |
| 8-7-2011   | Мендоса                     | Уругвай           | 1 – 1                 | Чилі           | Копа Америка 2011 - 1-й етап    | -    | 38'        |
| 12-7-2011  | Ла-Плата (місто)            | Уругвай           | 1 – 0                 | Мексика        | Копа Америка 2011 - 1-й етап    | -    |            |
| 16-7-2011  | Санта-Фе                    | Аргентина         | 1 – 1 д.ч. (4-5 п.п.) | Уругвай        | Копа Америка 2011 - чвертьфінал | -    |            |
| 19-7-2011  | Ла-Плата (місто)            | Перу              | 0 – 2                 | Уругвай        | Копа Америка 2011 - півфінал    | 2    | 13' — 72'  |
| 24-7-2011  | Буенос-Айрес                | Уругвай           | 3 – 0                 | Парагвай       | Копа Америка 2011 - Фінал       | 1    | 15-й титул |
| 2-9-2011   | Харків                      | Україна           | 2 – 3                 | Уругвай        | товариський матч                | -    |            |
| 7-10-2011  | Монтевідео                  | Уругвай           | 4 – 2                 | Болівія        | Відбір до ЧС 2014               | 1    | 90'        |
| 11-10-2011 | Асунсьйон                   | Парагвай          | 1 – 1                 | Уругвай        | Відбір до ЧС 2014               | -    |            |
| 11-11-2011 | Монтевідео                  | Уругвай           | 4 – 0                 | Чилі           | Відбір до ЧС 2014               | 4    | 77'        |
| 29-2-2012  | Бухарест                    | Румунія           | 1 – 1                 | Уругвай        | товариський матч                | -    |            |
| 25-5-2012  | Москва                      | Росія             | 1 – 1                 | Уругвай        | товариський матч                | 1    |            |
| 2-6-2012   | Монтевідео                  | Уругвай           | 1 – 1                 | Венесуела      | Відбір до ЧС 2014               | -    |            |
| 10-6-2012  | Монтевідео                  | Уругвай           | 4 – 2                 | Перу           | Відбір до ЧС 2014               | 1    | 59' 90'    |
| 11-9-2012  | Монтевідео                  | Уругвай           | 1 – 1                 | Еквадор        | Відбір до ЧС 2014               | -    | 55'        |
| 12-10-2012 | Мендоса                     | Аргентина         | 3 – 0                 | Уругвай        | Відбір до ЧС 2014               | -    |            |
| 16-10-2012 | Ла-Пас                      | Болівія           | 4 – 1                 | Уругвай        | Відбір до ЧС 2014               | 1    |            |
| 14-11-2012 | Гданськ                     | Польща            | 1 – 3                 | Уругвай        | товариський матч                | 1    | 85'        |
| 6-2-2013   | Доха                        | Іспанія           | 3 – 1                 | Уругвай        | товариський матч                | -    |            |
| 22-3-2013  | Монтевідео                  | Уругвай           | 1 – 1                 | Парагвай       | Відбір до ЧС 2014               | 1    |            |
| 26-3-2013  | Сантьяго                    | Чилі              | 2 – 0                 | Уругвай        | Відбір до ЧС 2014               | -    | 58'        |
| 5-6-2013   | Монтевідео                  | Уругвай           | 1 – 0                 | Франція        | товариський матч                | 1    | 46'        |
| 16-6-2013  | Ресіфі                      | Іспанія           | 2 – 1                 | Уругвай        | Кубок Конфедерацій              | 1    |            |
| 20-6-2013  | Салвадор (Бразилія)         | Нігерія           | 1 – 2                 | Уругвай        | Кубок Конфедерацій              | -    | 83'        |
| 23-6-2013  | Ресіфі                      | Уругвай           | 8 – 0                 | Таїті          | Кубок Конфедерацій              | 2    | 69'        |
| 26-6-2013  | Белу-Оризонті               | Бразилія          | 2 – 1                 | Уругвай        | Кубок Конфедерацій              | -    |            |
| 30-6-2013  | Сальвадор                   | Уругвай           | 2 – 2 д.ч. (2-3 п.п.) | Італія         | Кубок Конфедерацій              | -    | 61'        |
| 14-8-2013  | Повіт Міяґі                 | Японія            | 2 – 4                 | Уругвай        | товариський матч                | 1    |            |
| 6-9-2013   | Ліма                        | Перу              | 1 – 2                 | Уругвай        | Відбір до ЧС 2014               | 2    |            |
| 10-9-2013  | Монтевідео                  | Уругвай           | 2 – 0                 | Колумбія       | Відбір до ЧС 2014               | -    |            |
| 11-10-2013 | Кіто                        | Еквадор           | 1 – 0                 | Уругвай        | Відбір до ЧС 2014               | -    |            |
| 15-10-2013 | Монтевідео                  | Уругвай           | 3 – 2                 | Аргентина      | Відбір до ЧС 2014               | 1    |            |
| 13-11-2013 | Амман                       | Йорданія          | 0 – 5                 | Уругвай        | Відбір до ЧС 2014               | -    | 81'        |
| 20-11-2013 | Монтевідео                  | Уругвай           | 0 – 0                 | Йорданія       | Відбір до ЧС 2014               | -    |            |
| 5-3-2014   | Клагенфурт-ам-Вертерзеє     | Австрія           | 1 – 1                 | Уругвай        | товариський матч                | -    |            |
| 19-6-2014  | Сан-Паулу                   | Уругвай           | 2 – 1                 | Англія         | ЧС 2014 - 1-й етап              | 2    | 89'        |
| 24-6-2014  | Натал (Ріу-Гранді-ду-Норті) | Італія            | 0 – 1                 | Уругвай        | ЧС 2014 - 1-й етап              | -    |            |
| 10-10-2014 | Джидда                      | Саудівська Аравія | 1 – 1                 | Уругвай        | товариський матч                | -    | 70'        |
| 13-10-2014 | Маскат                      | Оман              | 0 – 3                 | Уругвай        | товариський матч                | 2    | 78'        |
| 13-11-2014 | Монтевідео                  | Уругвай           | 3 – 3 (6-7 п.п.)      | Коста-Рика     | товариський матч                | 1    |            |
| 25-3-2016  | Ресіфі                      | Бразилія          | 2 – 2                 | Уругвай        | Відбір до ЧС 2018               | 1    | 56'        |
| 29-3-2016  | Монтевідео                  | Уругвай           | 1 – 0                 | Перу           | Відбір до ЧС 2018               | -    |            |
| 1-9-2016   | Мендоса                     | Аргентина         | 1 – 0                 | Уругвай        | Відбір до ЧС 2018               | -    |            |
| 6-9-2016   | Монтевідео                  | Уругвай           | 4 – 0                 | Парагвай       | Відбір до ЧС 2018               | 1    | 76'        |
| 6-10-2016  | Монтевідео                  | Уругвай           | 3 – 0                 | Венесуела      | Відбір до ЧС 2018               | -    |            |
| 11-10-2016 | Барранкілья                 | Колумбія          | 2 – 2                 | Уругвай        | Відбір до ЧС 2018               | 1    |            |
| 10-11-2016 | Монтевідео                  | Уругвай           | 2 – 1                 | Еквадор        | Відбір до ЧС 2018               | -    |            |
| 15-11-2016 | Сантьяго                    | Чилі              | 3 – 1                 | Уругвай        | Відбір до ЧС 2018               | -    | 45'        |
| 28-3-2017  | Ліма                        | Перу              | 2 – 1                 | Уругвай        | Відбір до ЧС 2018               | -    |            |
| 31-8-2017  | Монтевідео                  | Уругвай           | 0 – 0                 | Аргентина      | Відбір до ЧС 2018               | -    | 83'        |
| 5-9-2017   | Асунсьйон                   | Парагвай          | 1 – 2                 | Уругвай        | Відбір до ЧС 2018               | -    | 90'        |
| 5-10-2017  | Сан-Кристобаль              | Венесуела         | 0 – 0                 | Уругвай        | Відбір до ЧС 2018               | -    |            |
| 10-10-2017 | Монтевідео                  | Уругвай           | 4 – 2                 | Болівія        | Відбір до ЧС 2018               | 2    |            |
| 23-3-2018  | Наньнін                     | Уругвай           | 2 – 0                 | Чехія          | товариський матч                | 1    | 79'        |
| 26-3-2018  | Наньнін                     | Уругвай           | 1 – 0                 | Уельс          | товариський матч                | -    |            |
| 8-6-2018   | Монтевідео                  | Уругвай           | 3 – 0                 | Узбекистан     | товариський матч                | 1    | 83'        |
| Усього     |                             | Матчів (6 місце)  | 98                    |                | Голів (1 місце)                 | 51   |            |

## Досягнення

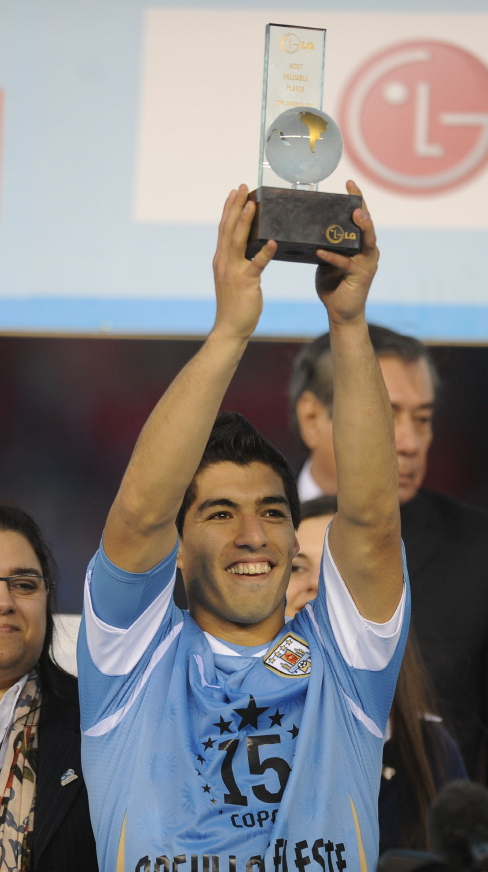
Суареса було названо найбільш значимим гравцем Копа Америка 2011

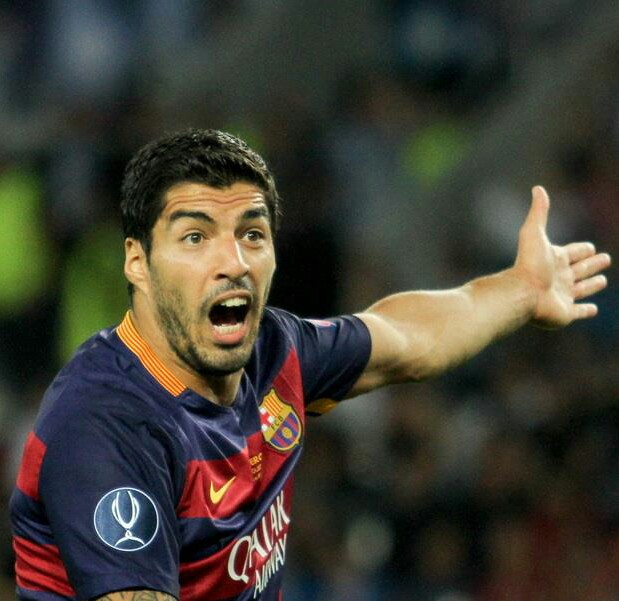
Найкращий бомбардир та гравець Клубного чемпіонату світу 2015

### Клубні
«Насьйональ»
- Чемпіон Уругваю (2): 2006, 2022

«Аякс»
- Володар Кубка Нідерландів: 2009/2010

«Ліверпуль»
- Володар Кубка Футбольної ліги: 2011/2012

«Барселона» (13 титулів):
- Переможець Ліги Чемпіонів (1): 2014/2015
- Чемпіон Іспанії (4): 2014/2015, 2015/2016, 2017/2018, 2018/2019
- Володар Кубка Іспанії (4): 2014/15, 2015/16, 2016/17, 2017/18
- Переможець клубного чемпіонату світу з футболу (1): 2015
- Володар Суперкубка УЄФА (1): 2015
- Володар Суперкубка Іспанії (2): 2016, 2018

«Атлетіко Мадрид» (1 титул):
- Чемпіон Іспанії (1): 2020-21

### Міжнародні
- Чемпіонат світу 2010: 4 місце[63]
- Переможець Кубка Америки: 2011[64]
- Бронзовий призер Кубка Америки: 2024[65]

### Індивідуальні
- Найкращий бомбардир Ередивізі: 2010
- Команда року за версією ПФА: 2012-13, 2013-14
- Футболіст року за версією футболістів ПФА: 2013-14
- Золотий бутс УЄФА (2): 2013-14, 2015-16
- Найкращий бомбардир чемпіонату Іспанії: 2015/2016
- Найкращий гравець клубного чемпіонату світу з футболу (1): 2015
- Найкращий бомбардир клубного чемпіонату світу з футболу (1): 2015 (5 голів)

## Поведінка на полі
- 20 грудня 2011 Суареса оштрафували на 40 000 фунтів стерлінгів та дискваліфікували на вісім матчів у чемпіонаті за расистські висловлювання (під час суперечки назвав свого контрагента «негром» («negro»)[66]) на адресу Патріса Евра під час гри між «Ліверпулем» і «Манчестер Юнайтед» у жовтні 2011. Цей скандал мав своє продовження. Під час наступної зустрічі клубів 11 лютого 2012 Суарес демонстративно не подав Еврі руки[67]. У своєму детальному інтерв'ю російському державному телеканалу «Russia Today» у травні 2012 своє покарання з боку англійської Футбольної асоціації він назвав «дивним і неймовірним». Він висловив упевненість, що був «дискваліфікований без будь-яких доказів» і став жертвою змови: «Англійській Футбольній Асоціації, очевидно, потрібно будь за що викинути гравців „Ліверпуля“ з ліги, тому його блокування добре в ці наміри вписується».[68]
- За свою ігрову кар'єру тричі на полі кусав гравців команди суперника: Отмана Баккала з «ПСВ Ейндговен» 2010 року, Бранислава Івановича з «Челсі» 2013 року та Джорджо К'єлліні зі збірної Італії на чемпіонаті світу 2014.[69][70]